# Juan Miguel de Mora Vaquerizo
Juan Miguel de Mora Vaquerizo est un auteur, professeur, dramaturge, traducteur, rédacteur et réalisateur mexicain né à Madrid le 18 octobre 1921, d'un père mexicain et d'une mère espagnole et mort le 18 mars 2017.

## Biographie

Bataille de l'Èbre.

Il a étudié au Tabasco, au Mexique, puis à Paris en 1936, afin d'y apprendre le français.
À quinze ans, il traverse l'Atlantique et rejoint les Brigades internationales engagées sur le front espagnol en lutte contre la montée du fascisme et participe avec la XVe Brigade à la bataille de l'Èbre. 
En 1939, il s'exile en France, puis retourne au Tabasco (Mexique) où il entame une carrière de journaliste, travaillant successivement pour El Diario de Tabasco, La Voz de la Chontalpa, Siempre!, El Heraldo de México et El Sol de México.
Il poursuit ses études supérieures de lettres hispaniques à Mexico et obtient son doctorat à La Havane en 1951, grâce à une thèse sur Lope de Vega. Ce sera le prélude à une œuvre variée de dramaturge, essayiste, romancier, chroniqueur et indologue. 
Il réalise un film au Guatemala (Nazkara) en 1951 et un autre au Venezuela (Festín para la muerte) en 1955, et sera longtemps directeur à la télévision, où il adaptera ses œuvres ainsi que celle d'Aldous Huxley et d'Alfonso Sastre. 
Il se lance ensuite en 1955 dans le théâtre (critique, écriture et dramaturgie), et met en scène quelques-unes de ses pièces politiques.
Il découvre l'Inde lors d'un voyage officiel dès les années cinquante et se spécialise alors dans la littérature sanskrite, complétant sa formation à Paris en 1970 à l'École pratique des hautes études. Il obtint ainsi la chaire de professeur de sanskrit à l'institut philologique de Mexico puis à l'Association Internationale des Études sanskrites.
Il étudie aussi l'histoire de la Chine à l'Université de Pékin et la littérature du Viet Nam à l'Université de Saigón.
En 1964, il retourne en Espagne et à l'aide du Partido Nacionalista Vasco il participe à l'opposition clandestine contre Franco.
Il a reçu la Légion d'honneur mexicaine en 1961 et est nommé en 1965, chevalier de l'Ordre de la Libération de l'Espagne. Il a reçu un hommage en 1999 de la Société des écrivains mexicains, pour ses diverses contributions, notamment en tant que chroniqueur dans le journal Excelsior. Il tient encore un blog sur l'herméneutique.

### Traductions
- Rig Veda, 1974 & 1980.
- Los Upanishads (« Les Upanishads »), 1990.
- Uttaramacarita: El último lance de Rama, 1984.

### Essais
- Notas para un estudio sobre el phénix de los ingenios, el español Félix Lope de Vega Carpio visto por sus cartas, 1962.
- Mision de prensa en Santo Domingo, 1965.
- El carnaval de los gorilas (« Le carnaval des gorilles »), 1967.
- La Filosofía en la Literatura Sánscrita, 1968.
- Panorama del teatro en México. Además: 58 críticas y un ensayo, 1970.
- Las guerrillas en México y Jenaro Vásquez Rojas: (su personalidad) (« La guérillas au Mexique »), 1972.
- Tlatolco 1968. Por fin toda la verdad, 1973.
- Lucio Cabañas, su vida y su muerte, 1974.
- Por la gracia del señor presidente : México, la gran mentira, 1975.
- Los conflictos en la UNAM, 1977.
- La India y el mundo de Sylvain Lévy, 1978.
- La dialéctica del Rig Veda (« La dialectique du Rig Veda »), 1978.
- Larrons dans le gouvernement, 1979.
- Y en 1982 [i.e. mil novecientos ochenta y dos] ... quién?: la ..., 1980.
- México, país del miedo, 1981.
- No!, señor presidente: la realidad nacional del actual sexenio sin ..., 1983.
- C.E.U. vs U.N.A.M: La Hora Del Neofascismo?, 1987.
- Las elecciones en México (« Les élections au Mexique »), 1988.
- El gatuperio : formado a lo largo de cinco siglos entre mexicanos y españoles y otros temas, como omisiones, mitos, y mentiras de la historia oficial que nos enseñaron, 1993.
- El yelmo de Mambrino, 1993.
- Yo acuso a los gobiernos de México de haber robado, explotado, asesinado y manipulado a nuestros indios; y al EZLN de ser otra manipulación de indios y un instrumento para desestabilizar al país a costa de vidas indígenas, 1994.
- Gandhi: la India (« Gandhi : l'Inde »), 1998.
- Ayurveda: apuntes para una historia de la ciencia en la India antigua: medicina humana y medicina veterinaria, 2002.
- El concepto de divinidad en el hinduismo (« La conception de la divinité dans l'hindouisme »), 2003. (avec M. L. Jarocka)
- El principio de los opuestos en los textos en sánscrito (« Le principe d'opposés dans les textes sanscrit »), 2003.
- Cota 666: Mi Batalla del Ebro (La côte 666 : ma bataille de l’Èbre), 2005.
- La libertad, Sancho: testimonio de un soldado de las Brigadas Internacionales en el principio de la Segunda Guerra Mundial, comienzo al que llaman Guerra Civil Española, 2008.
- Visiones del Ramayana: la India y el sudeste asiático, 2012. (avec M. L. Jarocka)
- Tantrismo Hindú y Proteico, Universidad Nacional Autónoma de México, 1988.  (ISBN 9789683604866)

### Romans
- Al frente está la aurora, 1947.
- Desnudarse y morir (« Se dévêtir et mourir »), 1957.
- Misión 317, peligro, 1957.
- Destino: la Eternidad, 1959.
- La rebelión humana (« La rébellion humaine »), 1967.
- Otra vez el día sexto, 1967.
- Hagan la guerra, no el amor, 1971.
- La fórmula (« La formule »), 1971.
- Si tienes miedo : novela con apéndice…, 1973.
- Gallo rojo, 1975.
- Érase una vez un presidente, 1976.
- El emperador (« L'empereur »), 1978.
- Todesblock. Pabellón de la muerte, 1980.
- La samba de la muerte, 1982.
- ¿Traicionará el presidente? Una novela que podría ser historia, 1982.
- También los niños (« Les enfants aussi »), 1986. (avec M. L. Jarocka)
- El yelmo de Mambrino, 1993.
- Los muertos estaban quietos (« Les morts sont calmes »), 2001.
- Sólo queda el silencio, 2005.
- El hombre que no había nacido (« L'homme qui n'était pas né »), 2005

### Théâtre
- Ariel y Calibán, 1955.
- Primero es la luz (Avant tout la lumière), 1955.
- Un hombre de otro mundo, 1956.
- El pájaro cantor vuelve al hogar, 1956.
- Los héroes no van al frente, 1957.
- Espartaco, 1961.
- La muerte las prefiere desnudas, 1964.
- L'escalier, 1968.
- La terre, 1969.
- L'homme de lumière ou Le théâtre et la Peur, 1969.
- Una cruz para cada hombre
- Plaza de las tres culturas (« Place des trois cultures »), 1978.
- Los arrieros con sus burros por la hermosa capital. Plaza de las tres culturas. Siete pecados en la capital, 1997 (avec O. Minera & W. Lopez Guzman).

## Sources
- Centro de Estudios y Documentacion de las Brigadas Internacionales, Universitad de Castilla-La Mancha
- Biographie (es)
- (es) Biographie
- (es) Blog d'herméneutique
- (es) La Liberta Sancho...